# 1607 Mavis
Mavis (asteroide 1607) é um asteroide da cintura principal com um diâmetro de 11,97 quilómetros, a 1,7742632 UA. Possui uma excentricidade de 0,3047401 e um período orbital de 1 489 dias (4,08 anos).
Mavis tem uma velocidade orbital média de 18,64478222 km/s e uma inclinação de 8,57441º.
Este asteroide foi descoberto em 3 de Setembro de 1950 por Ernest Johnson.